# Grewia penicillata
Grewia penicillata är en malvaväxtart som beskrevs av Emilio Chiovenda. Grewia penicillata ingår i släktet Grewia och familjen malvaväxter. Inga underarter finns listade i Catalogue of Life.